# 洛佐瓦魯德卡
洛佐瓦魯德卡（俄语：Лозовая Рудка），是俄罗斯别尔哥罗德州鲍里索夫卡区的一个农村居民点，位于俄罗斯与乌克兰边境以北数百米处。2024年3月别尔哥罗德-库尔斯克入侵期间，自由俄罗斯军团、俄罗斯志愿军团占领了该地。